# Indywidualne mistrzostwa RFN na żużlu
Indywidualne Mistrzostwa RFN w sporcie żużlowym to rozgrywany w latach 1979–1990 cykl turniejów wyłaniających mistrza RFN.